# Yoshiaki Kimura

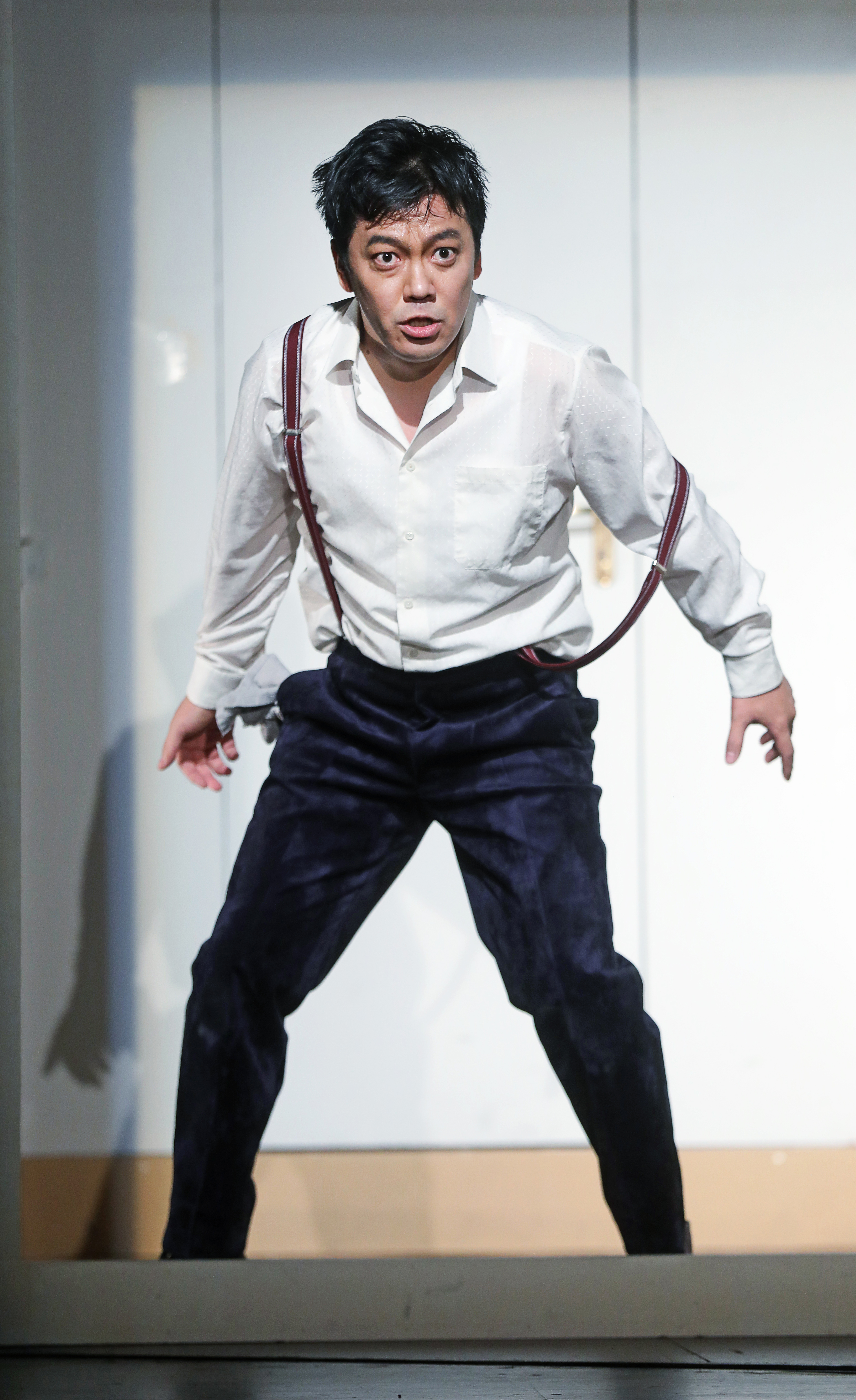
Le Nozze die Figaro – Yoshiaki Kimura als Figaro

Yoshiaki Kimura (japanisch 木村 善明 Kimura Yoshiaki; * 28. August 1980 in Okayama, Japan) ist ein japanischer Opernsänger (Bass-Bariton).

## Biografie
Der Bass-Bariton Yoshiaki Kimura stammt aus Okayama/Japan und studierte von 2000 bis 2007 Gesang an der Tokyo University of the Arts. Dort schloss er mit dem „Bachelor Gesang“ und einem „Master Oper“ ab.
Im Jahr 2007 zog er nach Deutschland, wo er zwei Jahre lang an der Opernschule, der Hochschule für Musik in Karlsruhe, studierte. 2011 schloss er sein Studium mit dem „Diplom of Music Arts“ sowie, den Solistenkurs des Conservatoire National in Toulon/Frankreich bei Udo Reinemann mit dem ersten Preis und Auszeichnung ab und absolvierte im Anschluss die Meisterklasse für Gesang am Königlichen Konservatorium von Brüssel in Belgien.
Als Stipendiat der „Gotoh Memorial Cultural Foundation“ studierte er „Master Lied“ an der Hochschule für Musik und darstellende Kunst in Stuttgart bei Cornelis Witthoefft, wo er sein Studium mit höchster Auszeichnung abschloss. Ebenfalls als Stipendiat der „Rohm-Musikstiftung“ studierte er „Konzertexamen“ an der Hochschule für Musik in Trossingen bei Andreas Reibenspies, wo er sein Studium mit höchster Auszeichnung abschloss.
Er erhielt weitere Stipendien von der belgischen „Robus Foundation“ sowie von der japanischen „Nomura Cultural Foundation“ und „Moritani Scholarship Foundation“.
2011 gab er sein Europadebüt bei den Bamberger Sommerfestspielen, einem alle zwei Jahre stattfindenden Vorsingen für junge Opernsänger in Deutschland, wo er unter 380 Bewerbern für die Titelrolle des „Figaro“ in „Le Nozze Di Figaro“ am Bamberger Opernhaus ausgewählt wurde.
2013 wurde er in Japan beim „Gotoh Memorial Kulturpreis“, dem „Opernsänger-Preis“ und dem „Fukutake Kultur-Förderpreis“ ausgezeichnet.
2014 wurde er erneut für die Rolle des „Figaro“ in „Le Nozze Di Figaro“ an der Oper Mannheim/Deutschland besetzt, wo er von der lokalen Presse als „…beste Besetzung, brillant, mit einer wunderbar sicheren Gesangsstimme und schöner Aussprache…“ gelobt wurde.
Er war Finalist beim 21. Internationalen Gesangswettbewerb Josep Mirabent I Magrans in Barcelona, Spanien, und gewann den „Grand Prix“ bei den 14. Okayama Art and Culture Awards.
Er bekam zahlreiche Auszeichnungen u. a. den „1. Preis“ beim 1. Japanischen-Liedwettbewerb und den „1. Preis“ sowie den „Sakura Grand Prix“ beim 11. Sakurapia-Liedwettbewerb.
2014 erreichte er den „1. Preis“ beim 24. Yuai International-Liedwettbewerb sowie den „Publikumspreis“, bekam zudem den „Matsukata Hall Musik-Preis“, den „Okayama Kunst-Preis“ und wurde zuletzt mit dem „Kurashiki Kultur-Preis“ ausgezeichnet. 2017 wurde ihm der „Marusen Foundation Kulturpreis“ verliehen und er wurde zuletzt 2021 mit dem „Mitsubishijisho Prize“ ausgezeichnet.
In der Spielzeit 2011/12 war er Praktikant am Flanders Operastudio in Belgien, wo er die Rollen der „Dilcamara“ in Donizettis „L’Elisir D’Amore“ und „Tarquinius“ in B. Brittens „The Rape Of Lucretta“ gesungen hat.
Seit der Spielzeit 2014/15 ist er durchgehend als Solist am Theater Bielefeld engagiert. Er spielte unter anderem den „Sprecher“ in Mozarts „Zauberflöte“, den „Blansac“ in Rossinis „La Scala Di Seta“, den „Banquo“ in Verdis „Macbeth“ und wurde für die Hauptrolle des „Howard“ in David Littles „Dog Days“ ausgewählt, einer zeitgenössischen Oper, die von den Medien sehr positiv aufgenommen wurde. Des Weiteren war er als „Dulcamara“ in Donizettis „L’Elisir D’Amore“, als „Casper“ in Webers „Der Freischütz“ sowie als „Alberich“ in Wagners „Das Rheingold“ zu hören. In letzter Zeit war er erneut in der Titelrolle des „Figaro“ in „Le Nozze Di Figaro“, „Cupido“ in Offenbachs „Orpheus in der Unterwelt“ und in der Hauptrolle des „Mephistopheles“ in Gounods „Faust“ zu sehen.
In der kommenden Spielzeit 2021/2022 wird er am Theater Bielefeld unter anderem als „Osmin“ in Mozarts „Die Entführung aus dem Serail“, als „Machiavell“ in Christian Josts „Egmont“ und als „Truffaldin“ in R. Strauss „Ariadne auf Naxos“ zu sehen sein.
Außerhalb des Theaters sang er 2018 als Vertreter des japanischen Generalkonsulats in Frankfurt während der Feierlichkeiten zum Geburtstag des japanischen Kaisers die deutsche und die japanische Nationalhymne.
In Japan gründete er 2004 mit einer Gruppe junger Musiker die „Gift Music Company“ und hat in Japan 18 erfolgreiche Konzerte gegeben, über die die Asahi-Zeitung und andere Medien berichteten.
Im Jahr 2018 wurde er exklusiv von Yomiuri TV interviewt und sein Leben am Theater wurde in der Sendung vorgestellt.
Mit seiner Doktorarbeit promovierte Yoshiaki Kimura 2021 an der Tokyo University of the Arts, die er mit höchster Auszeichnung abschloss.

## Auszeichnungen
- 2021: Mitsubishijisho Preis
- 2017: Marusen Foundation Kulturpreis
- 2014: Kurashiki Kunst-Preis
- 2014: Matsukata Musik-Preis
- 2013: Yuai International Lied Wettbewerb | 1. Preis
- 2013: Fukutake Kulture-Förderpreis
- 2013: Okayama Grande Kulturpreis
- 2013: Gotoh Memorial | Kulturpreis und Opernsängerpreis
- 2009: JSG Japan Schubert int. Gesang-Wettbewerb | Finalist
- 2009: Sakurapia Wettbewerb | 1. Preis und Sakura Grand Preis
- 2009: Japanischen Lied Wettbewerb |1. Preis
- 2009: Hansgaboa Belvedere Int. Opernwettbewerb Japan Vertreter
- 2009: Fukumitsu IOX-AROSA Gesang Sommer Seminar | Excellence Award
- 2007: Japan Gesang Wettbewerb | Finalist
- 2007: Yokohama International Musikwettbewerb | 3. Preis
- 2006: JILA Musikwettbewerb | 2. Preis
- 2005: Nerima Kulture Zentrum Neues Künstlerkonzert | Excellence Award

Quelle: